# Antoinette Tidjani Alou
Antoinette Tidjani Alou est une universitaire, écrivaine et cinéaste jamaïcaine et nigérienne née en Jamaïque.
Ses travaux de recherche et littéraires portent sur les constructions identitaires sahéliennes dans la littérature écrite et dans l’oralité, ainsi que les constructions politiques de l’identité.
Elle s’inspire dans ses œuvres de sa propre expérience marquée par ses migrations entre la Jamaïque, où elle est née, la France, où elle a étudié et le Niger, où elle vit depuis le milieu des années 1990.
Elle a publié un roman On m’appelle Nina en 2016 et un recueil de poèmes assorti d'un mémoire Tina shot me between the eyes and other stories en 2017.

## Biographie
Antoinette Tidjani Alou naît à la Jamaïque. Elle étudie à l’Université des Indes occidentales de Kingston où elle obtient un Bachelor of Arts. Elle poursuit son cursus jusqu’au doctorat à l’Université Michel de Montaigne-Bordeaux 3. Elle soutient sa thèse en 1991 sur le premier théâtre claudélien. 

### Enseignements et recherches
Antoinette Tidjani Alou commence à enseigner la littérature française et comparée à l’Université Abdou-Moumouni à Niamey en 1994. En 2016, elle est nommée coordonnatrice de la nouvelle filière en arts du spectacle, médiation et gestion des projets culturels. Elle fonde également le Laboratoire pour l'étude, la recherche, la pratique et la valorisation des arts et de la culture (LERVAP).
Ses champs de recherches portent sur les constructions identitaires sahéliennes dans la littérature écrite et dans l’oralité, ainsi que les constructions politiques de l’identité. 
En 2006, elle devient présidente de l’Association internationale pour les Littératures Orales d’Afrique (ISOLA), poste qu’elle occupe pendant huit ans,. 
Elle a collaboré au projet Women Writing Africa (Les femmes écrivent l’Afrique) et est membre du groupe de recherche Littérature, genre et développement / Visions et perspectives nigériennes. 

### Carrière littéraire
Entre son enfance en Jamaïque, son parcours universitaire en France et sa vie professionnelle au Niger, Antoinette Tidjani Alou a dû s'adapter à différentes cultures. 
Antoinette Tidjani Alou publie son premier roman, On m’appelle Nina en 2016 chez Présence Africaine. Cette auto-fiction retrace le parcours d’une femme, Vilhelminma, qui quitte la Jamaïque pour s’installer par amour au Niger. Elle se retrouve confrontée aux conformismes d’une société qui refuse de s’ouvrir à elle, la considérant comme une étrangère, une « noire blanche ». Elle y traite également des variations de la douleur, du traumatisme et du deuil, le personnage devant faire face à la mort de sa fille de 16 ans. 
L’année suivante, elle publie Tina shot me between the eyes and other stories, un recueil de poèmes et un mémoire, aux éditions sénégalaises Amalion. Elle y explore la façon dont le moi est façonné et transformé par nos relations et nos luttes.
Antoinette Tidjani Alou est également traductrice indépendante et scénariste. Elle a collaboré avec le cinéaste camerounais Jean-Marie Teno à partir de 2010 sur le film Toutes voiles dehors construit autour de son personnage. 

## Publications
- On m'appelle Nina : autofiction, 2017 (ISBN 978-2-7087-0898-3, OCLC 1002301590)
- Tina shot me between the eyes : and other stories, 2017 (ISBN 978-2-35926-072-4, OCLC 1005196498)
- Anne Chamayou, Le rire européen., 20xx (ISBN 978-2-35412-277-5, OCLC 1193028913)